# Naturschutzgebiet Forstbachtal
Koordinaten: 51° 24′ 27″ N, 6° 54′ 52″ O

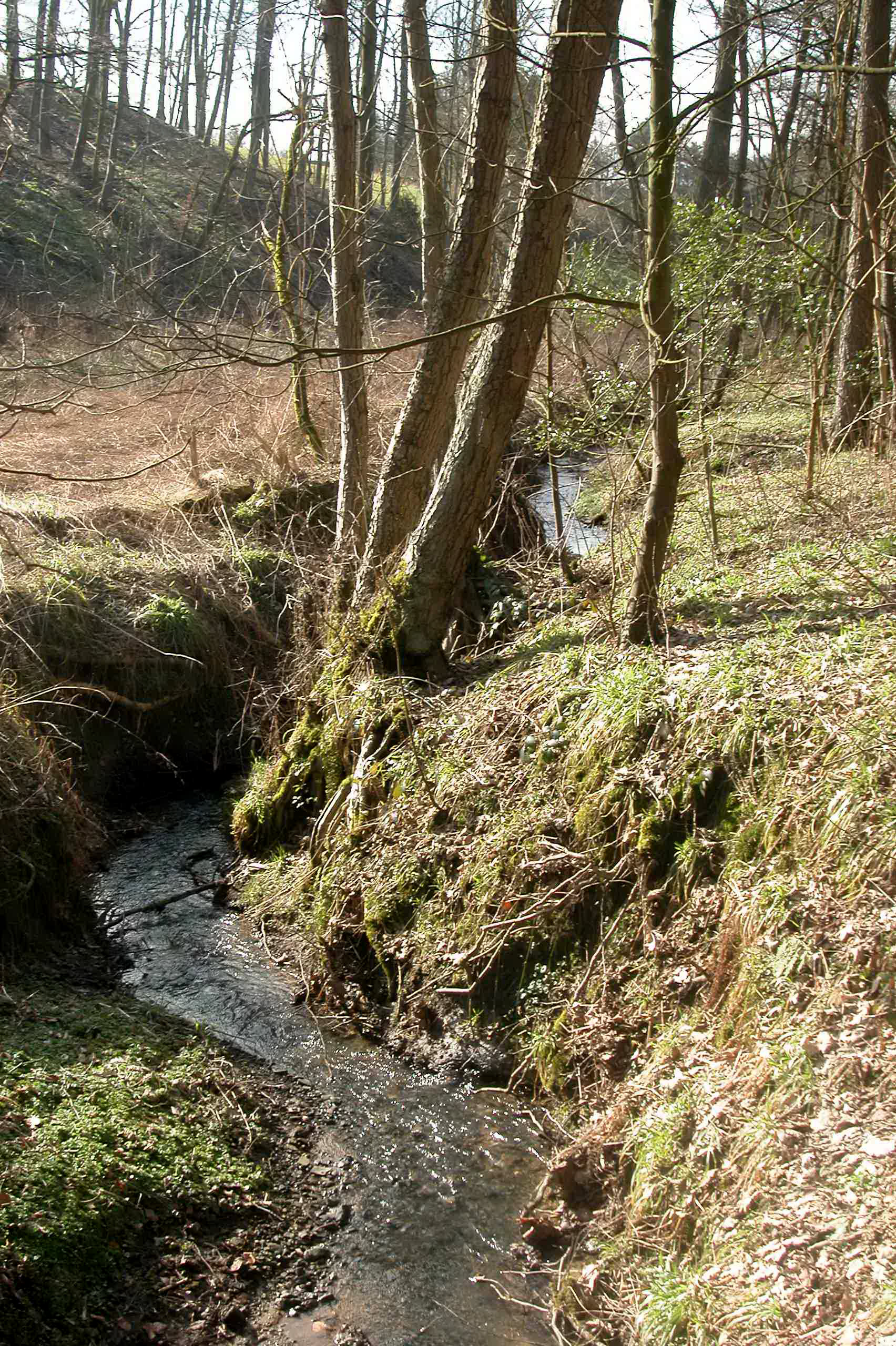
Naturschutzgebiet Forstbachtal (März 2013)

Das Naturschutzgebiet Forstbachtal liegt auf dem Gebiet der kreisfreien Stadt Mülheim an der Ruhr in Nordrhein-Westfalen. 
Das Gebiet erstreckt sich südöstlich der Kernstadt von Mülheim an der Ruhr, westlich von Raadt und östlich der Ruhr entlang des Forstbaches. Westlich des Gebietes verläuft die Landesstraße L 450, nordwestlich die Kreisstraße K 7 und nordöstlich die L 442.

## Bedeutung
Das etwa 34,6 ha große Gebiet wurde im Jahr 2001 unter der Schlüsselnummer MH-016 unter Naturschutz gestellt. Schutzziele sind der Erhalt und die Entwicklung eines naturnahen Bachtales als Lebensraum für viele Tier- und Pflanzenarten.